# 1916年全米選手権 (テニス)
1916年 全米選手権（1916ねんぜんべいせんしゅけん）に関する記事。

## 大会の流れ
- 1881年から1967年まで、全米選手権は各部門が個別の名称を持ち、大会会場も別々のテニスクラブで開かれた。これが他の3つのテニス4大大会と大きく異なる点である。
  - 男子シングルス　名称：全米シングルス選手権（U.S. National Singles Championship）／会場：ニューヨーク市クイーンズ区フォレストヒルズ、ウエストサイド・テニスクラブ　（会場移転、1915年-1920年）
  - 男子ダブルス　名称：全米ダブルス選手権（U.S. National Doubles Championship）／会場：ニューヨーク市クイーンズ区フォレストヒルズ、ウエストサイド・テニスクラブ　（会場移転、1915年・1916年の2年間のみ）
  - 女子シングルス　名称：全米女子シングルス選手権（U.S. Women's National Singles Championship）／会場：ペンシルベニア州、フィラデルフィア・クリケット・クラブ　（女子部門競技はすべてこの会場、1887年-1920年まで）
  - 女子ダブルス　名称：全米女子ダブルス選手権（U.S. Women's National Doubles Championship）／会場：フィラデルフィア・クリケット・クラブ　（1889年-1920年まで）
  - 混合ダブルス　名称：全米混合ダブルス選手権（U.S. Mixed Doubles Championship）／会場：フィラデルフィア・クリケット・クラブ　（1892年-1920年まで）
- 優勝決定方式としての「チャレンジ・ラウンド」（Challenge Round, 挑戦者決定戦）と「オールカマーズ・ファイナル」（All-Comers Final）が、男子シングルスでは1912年に廃止され、全選手が1回戦から戦う競技方式に改められた。女子シングルスでは旧方式が1918年まで実施された。（ウィキペディア日本語版の年度別記事でも「大会前年度優勝者」欄を取りやめる。）
  - 大会前年度優勝者を除く選手は「チャレンジ・ラウンド」に出場し、前年度優勝者への挑戦権を争う。前年度優勝者は、無条件で「オールカマーズ・ファイナル」に出場できる。チャレンジ・ラウンドの勝者と前年度優勝者による「オールカマーズ・ファイナル」で、当年度の選手権優勝者を決定した。
- 1914年夏に勃発した第1次世界大戦の影響で、他のテニス競技大会は開催中止となったが、全米選手権だけは戦時中も途切れることなく続行された。ただし、戦時中は多くの選手たちが軍務に就いたことから、通常の年に比べて出場選手数が少ない。
- 初期の全米選手権のように、外国人出場者が少なかった時期は、地元アメリカ人選手の国籍表示を省略する。

## 他の特記事項
- 1916年全米選手権は、日本人テニス選手が最初の4大大会出場を果たした出発点でもある。熊谷一弥と三神八四郎の2名が最初の日本人挑戦者となり、三神は1回戦でウィリアム・クローシャー（1906年優勝者）に 2-6, 2-6, 1-6 で敗れ、熊谷は2回戦でジョージ・チャーチ（本大会ベスト8）に 3-6, 3-6, 1-6 で敗退した。

## 男子シングルス
準々決勝
- クラレンス・グリフィン vs. ウォレス・ジョンソン　6-4, 6-2, 6-2
- リチャード・ウィリアムズ vs. ダグラス・ワッターズ　3-6, 6-1, 6-1, 6-2
- ビル・ジョンストン vs. ワトソン・ウォッシュバーン　6-2, 6-2, 7-5
- リンドレイ・マレー vs. ジョージ・チャーチ　3-6, 4-6, 6-2, 6-4, 6-4

準決勝
- リチャード・ウィリアムズ vs. クラレンス・グリフィン　6-3, 6-3, 6-3
- ビル・ジョンストン vs. リンドレイ・マレー　6-2, 6-3, 6-1

決勝
- リチャード・ウィリアムズ vs. ビル・ジョンストン　4-6, 6-4, 0-6, 6-2, 6-4

## 女子シングルス

### 大会前年度優勝者
1915年度優勝者、モーラ・ビュルステット

### チャレンジラウンド
準々決勝
- イブリン・シアーズ vs. アリス・パターソン　6-3, 6-2
- ルイーズ・ハモンド vs. モード・バーガー＝ウォラック　6-1, 6-3
- エレオノラ・シアーズ vs. フィリス・ウォルシュ　6-3, 6-3
- スザンヌ・ホワイト vs. ジョン・ホール夫人　4-6, 8-6, 7-5

準決勝
- ルイーズ・ハモンド vs. イブリン・シアーズ　6-2, 6-1
- エレオノラ・シアーズ vs. スザンヌ・ホワイト　6-2, 6-3

決勝
- ルイーズ・ハモンド vs. エレオノラ・シアーズ　6-3, 6-4

### オールカマーズ決勝
- モーラ・ビュルステット vs. ルイーズ・ハモンド　6-0, 6-1　（ビュルステットが本大会の優勝者になる）

## 決勝戦の結果
- 男子シングルス：リチャード・ウィリアムズ vs. ビル・ジョンストン　4-6, 6-4, 0-6, 6-2, 6-4
- 女子シングルス： モーラ・ビュルステット vs. ルイーズ・ハモンド　6-0, 6-1　［オールカマーズ決勝］
- 男子ダブルス：ビル・ジョンストン＆クラレンス・グリフィン vs. モーリス・マクローリン＆ウォード・ドーソン　6-4, 6-3, 5-7, 6-3
- 女子ダブルス： モーラ・ビュルステット＆エレオノラ・シアーズ vs. ルイーズ・ハモンド＆エドナ・ワイルディー　4-6, 6-2, 10-8
- 混合ダブルス：ウィリス・デービス＆エレオノラ・シアーズ vs. ビル・チルデン＆フローレンス・バリン　6-4, 7-5